# Bunny Kingdom
Bunny Kingdom ist ein Brettspiel des amerikanischen Spieleautors Richard Garfield, das 2017 im Verlag Iello auf Französisch, Englisch und Deutsch erschien. Es handelt sich um ein Spiel, bei dem die Mitspieler mit ihren Hasenfiguren als Hasenlord im Auftrag des Hasenkönigs  versuchen müssen, möglichst wertvolle Gebiete auf einem Spielplan mit verschiedenen Landschaften und Ressourcen zu erobern. Der Spielmechanismus für die Gebietsbesetzungen und die Siegpunktewertung wird dabei über einen Kartenaustausch (Drafting) zwischen den Spielern angetrieben.
Im Juni 2018 wurde das Spiel zum „Spiele Hit mit Freunden“ im Rahmen des österreichischen Spielepreises Spiel der Spiele gekürt.

## Spielweise
Bei Bunny Kingdom geht es thematisch um den Wettstreit mehrerer Hasenvölker, die sich auf einer Landschaftskarte möglichst wertvolle Regionen mit verschiedenen Rohstoffen und Städten aufbauen und darüber möglichst viele Siegpunkte (goldene Karotten) gewinnen wollen. Die Spieler bekommen pro Runde jeweils eine feste Anzahl von Handkarten, aus denen sie ihre eigenen Aktionskarten auswählen, die restlichen Karten an ihre Nachbarn weitergeben und selbst Karten von ihren Nachbarn erhalten (Drafting). Gewinner ist der Spieler, der nach vier Runden und einer danach erfolgenden Endauswertung die meisten Punkte erreicht.
Das Spielmaterial besteht neben der Spielanleitung aus:
- einem Spielplan mit einer Landschaftskarte auf einem Raster aus 10 mal 10 Feldern mit Landschaftsfeldern, neutralen Städten und einer Wertungsleiste,
- 144 Hasenfiguren (jeweils 36 pro Spielerfarbe),
- 39 Städten, davon 27 mit einem Turm (Stärke 1), 9 mit zwei Türmen (Stärke 2) und 3 mit drei Türmen (Stärke 3),
- 24 Gebäudeplättchen, davon 12 Bauernhofplättchen, 6 Riesenturmplättchen in drei Paaren und 6 Lagerplättchen,
- 182 Erkundungskarten, davon 100 Gebietskarten (jeweils 1 Karte pro Gebiet auf dem Spielplan), 42 Bauwerkkarten (21 Städte, 12 Bauernhöfe, 3 Riesentürme und 6 Lager), 3 Vorratskarten und 37 Schriftrollen, sowie
- vier Spielübersichtskarten

### Spielvorbereitung
Zu Beginn des Spiels wird der Spielplan in die Tischmitte gelegt und auf jeder neutralen Stadt wird eine Stadt mit einem Turm platziert. Jeder Spieler wählt eine Spielerfarbe und bekommt alle Hasenfiguren dieser Farbe. Eine Hasenfigur pro Farbe wird als Wertungsstein auf die Punkteleiste des Spielfelds gestellt. Alle Erkundungskarten werden durchgemischt und als verdeckter Nachziehstapel neben den Spielplan gelegt. Alle übrigen Materialien werden bereitgelegt.

### Spielablauf beim Spiel zu drei oder vier Spielern
Das Spiel verläuft insgesamt über vier Runden mit jeweils einer Rundenwertung, zum Ende gibt es dann noch eine zusätzliche Schlusswertung. Von den Erkundungskarten werden in jeder Runde jeweils 12 Karten (bei drei Spielern) bzw. 10 Karten (bei vier Spielern) vom Nachziehstapel an die Spieler verteilt, die diese als Handkarten aufnehmen und ansehen dürfen. Jeder Spieler wählt zwei seiner Handkarten aus und legt diese verdeckt vor sich ab, die restlichen Karten gibt er in der ersten und dritten Runde jeweils an seinen linken und in der zweiten und vierten Runde jeweils an seinen rechten Nachbarn weiter (Drafting).
Wenn alle Spieler ihre Karten abgelegt haben, werden sie abhängig vom Kartentyp gespielt. Dabei werden:
- Schriftrollenkarten verdeckt zur Seite gelegt. Diese Karten werden erst in der Schlusswertung benötigt.
- Gebietskarten offen ausgelegt. Auf die entsprechenden Felder stellt der Spieler eine seiner Hasenfiguren.
- Vorratskarten direkt genutzt, um zwei neue Karten zu ziehen und direkt zu spielen.
- Bauwerkskarten erstmal offen ausgelegt und das entsprechende Gebäude (Stadt oder Plättchen) wird darauf platziert.

In der auf die Ausspielphase folgenden Bauphase dürfen die Spieler nun entscheiden, ob sie ihre Baukarten zum Errichten von Gebäuden nutzen oder erst in einer späteren Runde nutzen wollen. Bauwerke können mit Ausnahme des Lagers ausschließlich auf Gebieten gebaut werden, die der Spieler besitzt. Bei einigen Karten (große Städte, Luxus-Bauernhöfe und Minen mit wertvollen Ressourcen), wird zudem der Typ des Geländes eingeschränkt, auf dem ein Gebäude gebaut werden darf. Insgesamt gibt es die folgenden Gebäudetypen:
- Städte mit einem, zwei oder drei Türmen: Diese Städte gehen direkt in die Wertung ein, bei der die Anzahl der unterschiedlichen Ressourcen eines Gebiets mit der Anzahl der Türme des Gebiets multipliziert wird.
- Riesentürme: Mit den Riesentürmen können zwei voneinander getrennte Gebiete miteinander verbunden werden, um die Wertung zu verbessern.
- Bauernhöfe: Mit den Bauernhöfen können zusätzliche Ressourcen produziert werden.
- Handelsposten: Die Handelsposten erlauben es einem Spieler, Waren zu handeln und somit eine der drei Basis-Ressourcen zu produzieren.
- Lager: Mit dem Lager kann ein Spieler leere Gebiete kontrollieren, solang niemand Besitzrechte anhand einer Gebietskarte anmeldet.

Ein einmal platziertes Gebäude darf nicht mehr versetzt werden.
Nachdem alle Spieler ihre Karten gespielt und ihre Bauphase abgeschlossen haben, geht die Runde in die Erntephase über. Jeder Spieler bekommt in dieser Phase für jedes seiner Lehnsgebiete (Gebiete aus miteinander verbundenen Einzelfeldern) Siegpunkte. Diese berechnen sich für jedes Lehnsgut als Multiplikation aus der Anzahl der verschiedenen im Gebiet produzierten Ressourcen (Wohlstand) und der darin befindlichen Türme der Städte (Stärke).

### Spielablauf beim Spiel zu zwei Spielern
Das Spiel zu zwei Spielern ist dasselbe wie das zu mehr Spielern, unterscheidet sich von diesem jedoch durch einen modifizierten Mechanismus der Kartenweitergabe bzw. des Drafting. Die beiden Spieler bekommen in jeder Runde jeweils 10 Karten auf die Hand sowie einen jeweils eigenen verdeckten Nachziehstapel mit 10 Karten. Sie wählen jeweils eine Karte aus ihrer Hand und ziehen zusätzlich eine Karte vom Reservestapel. Die restlichen Handkarten geben sie an ihren Mitspieler, von den beiden verbleibenden Karten wählen sie eine zum Spielen aus, die andere kommt verdeckt in die Kartenablage und damit aus dem Spiel.

### Spielende und Auswertung
Das Spiel endet nach der Erntephase und -wertung der vierten Runde mit der Schlusswertung. Dabei werden alle vom jeweiligen Spieler gesammelten Schriftrollenkarten ausgewertet und entsprechend ihrer Angaben ausgewertet. Dabei bringen Schätze direkt Siegpunkte, bei Aufträgen müssen die auf der Karte angegebenen Bedingungen erfüllt und abgerechnet werden. Gewinner des Spiels ist der Spieler, der nach der Schlusswertung die meisten Punkte besitzt.

## Ausgaben und Rezeption
Das Spiel Bunny Kingdom wurde von Richard Garfield entwickelt und wurde 2017 zu den Internationalen Spieltagen in Essen bei iello in einer englischen, einer französischen und einer deutschen Auflage veröffentlicht. Dabei wird die deutsche Version von Hutter Trade im deutschsprachigen Raum vertrieben. Zeitgleich erschien das Spiel auf Polnisch bei Egmont Polska und auf Japanisch bei Hobby Japan.
Im Juni 2018 wurde Bunny Kingdom zum „Spiele Hit mit Freunden“ im Rahmen des österreichischen Spielepreises Spiel der Spiele gekürt.

## Belege
1. 1 2 3 4 5 6 7 8 9  Spielregeln (Memento des Originals vom 16. Januar 2018 im Internet Archive)  Info: Der Archivlink wurde automatisch eingesetzt und noch nicht geprüft. Bitte prüfe Original- und Archivlink gemäß Anleitung und entferne dann diesen Hinweis. für Bunny Kingdom bei iello / Hutter Trade
2. ↑  Versionen von Bunny Kingdom in der Datenbank BoardGameGeek; abgerufen am 16. Januar 2017.